# Stazione di Gorla Maggiore
La stazione di Gorla Maggiore era posta lungo la ferrovia Castellanza-Mendrisio, dismessa nel 1977, e serviva il comune di Gorla Maggiore.

## Storia
L'impianto venne attivato il 18 luglio 1904 contestualmente all'inaugurazione della tratta Castellanza-Cairate della linea per Malnate, a cura della Società Anonima per la Ferrovia Novara-Seregno (FNS).
L'11 dicembre 1938 il capolinea della ferrovia fu arretrato a Malnate in conseguenza degli eventi correlati con la seconda guerra mondiale; l'anno successivo la ferrovia venne attestata a Castiglione Olona. In conseguenza di ciò il traffico passeggeri diminuì, per essere definitivamente soppresso nel 1952, lasciando alla stazione la sola funzione di scalo per le merci.
Il 16 luglio 1977 la linea, e con essa la stazione di Gorla Maggiore, venne definitivamente soppressa. Il fabbricato viaggiatori, ormai fatiscente, fu demolito negli anni ottanta.